# Antônio de Sousa Neto
Antônio de Sousa Netto (Rio Grande, 25 de maio de 1803 — Corrientes, 2 de julho de 1866) foi um político e militar brasileiro, um dos mais importantes nomes do Rio Grande do Sul. É reconhecido por seu árduo trabalho na Revolução Farroupilha, que durou quase dez anos (de 1835 a 1845), como o segundo maior líder.

## Vida
Nasceu  na estância paterna, em Capão Seco (Rio Grande), no distrito de Povo Novo; lá é lembrado pelo CTG General Netto (de Povo Novo). Era filho de José de Sousa Neto, natural de Estreito (São José do Norte), e de Teutônia Bueno, natural de Vacaria. Por parte de pai, era neto de Francisco Sousa, natural de Colônia do Sacramento. O seu bisavô, Francisco de Sousa Soares, fora oficial de Auxiliares no Terço Auxiliar de Colônia do Sacramento e casara, em 1791, com Ana Marques de Sousa na capela da Fortaleza São João.
Descendia, pelo lado materno, do português João Ramalho, que vivia em São Paulo antes do povoamento e que casou com a índia Bartira (Isabel), filha do cacique Tibiriçá. Também pelo lado materno, descendia do paulista capitão-mor Amador Bueno da Veiga.
Era coronel comandante de legião da Guarda Nacional de Bagé, quando participou da reunião que decidiu pelo início da Revolução Farroupilha em 18 de setembro de 1835, na "Loja Maçônica Filantropia e Liberdade". Organizou, junto com José Neto, Pedro Marques e Ismael Soares da Silva, o corpo de cavalaria farroupilha. Era o general da primeira brigada do exército liberal republicano.
Em 1º de junho de 1836, participou do ataque a Rio Grande sem sucesso. Após  a Batalha do Seival, proclamou a República Rio-Grandense, no Campo dos Menezes, a 11 de setembro de 1836. Lutou em diversas batalhas pelos republicanos, tendo comandado o cerco a Porto Alegre, durante vários meses, e a retomada de Rio Pardo, que estava nas mãos dos imperiais.
Em 7 de janeiro de 1837, travou o combate do Candiota, em que foi derrotado por Bento Manuel, mas já no dia 12 de janeiro, em Triunfo, vencia as tropas do coronel Gabriel Gomes, que morreu em combate.
Em abril de 1837 comandou a conquista de Caçapava, recebendo a adesão dos novecentos homens da guarnição imperial ali comandada por João Crisóstomo da Silva, apoderando-se de quinze peças de artilharia, quatro mil armas de infantaria e farta munição de boca e de guerra. Esses recursos possibilitaram a subsequente conquista de Rio Pardo, a 30 do mesmo mês, levando a que o comandante militar da Província, marechal Barreto, respondesse a um Conselho de Guerra.
Em Rio Pardo, em 30 de abril de 1838, junto a Davi Canabarro, Bento Manuel e João Antônio da Silveira, derrotou os legalistas, comandados por Sebastião Barreto Pereira Pinto e os brigadeiros Francisco Xavier da Cunha e Bonifácio Calderón. Em 18 de junho de 1840, acampado perto do Arroio Velhaco, foi atacado de surpresa por Francisco Pedro de Abreu e perdeu diversos homens, inclusive o coronel José de Almeida Corte Real, um dos melhores oficiais farroupilhas.
Abolicionista ferrenho, foi morar no Uruguai após a guerra, com os negros que o acompanharam por livre vontade e onde continuou com a criação de gado.
Retornou à luta em 1851, na Guerra contra Rosas, com sua cavalaria na brigada de Voluntários Rio-Grandenses, organizada inteiramente à sua custa, o que lhe valeu a promoção a brigadeiro Honorário do exército, e a transformação de sua brigada em Brigada de Cavalaria Ligeira.
Voltou ao combate na Guerra contra Aguirre e depois, juntamente com seu exército pessoal, na Guerra do Paraguai. No comando em brigada ligeira fez a vanguarda de Osório na invasão do Paraguai, na Batalha do Passo da Pátria, em 16 de abril de 1866. Sua brigada ostentava sempre, ao lado da bandeira do Brasil Imperial, o pavilhão tricolor da República Rio-Grandense. Na batalha de Tuiuti, foi importante na defesa do flanco da tropa brasileiro, mas foi ferido a bala e mandado para um hospital em Corrientes, Argentina, onde morreu e foi inicialmente sepultado. Em 1966, no centenário de sua morte, seu corpo foi exumado e transferido para um mausoléu em Bagé.

## Representações na cultura
O General Netto já foi retratado como personagem no cinema e na televisão
- interpretado por Werner Schünemann no filme "Netto perde sua alma" (2001)
- interpretado por Tarcísio Filho na minissérie "A Casa das Sete Mulheres" (2003).
- interpretado por Werner Schünemann no filme "Netto e o Domador de Cavalos" (2006)

Na literatura brasileira:
- Tabajara Ruas: Netto perde sua alma. 1.ed. Editora Record, 2001. 160 p. ISBN 8501062642
- Flávio Aguiar: Anita. 1. ed. Boitempo Editorial, 1999. 336 p. ISBN 85-85934-38-7